# Gillian Foster
Gillian Foster (28 de agosto de 1976) é uma ex-futebolista profissional australiana que atuava como meia.

## Carreira
Gillian Foster representou a Seleção Australiana de Futebol Feminino, nas Olimpíadas de 2004. 